# IC 4794
IC 4794 је лентикуларна галаксија у сазвјежђу Паун која се налази на листи објеката дубоког неба у Индекс каталогу.
Деклинација објекта је - 62° 5' 25" а ректасцензија 18h 57m 9,7s. Привидна величина (магнитуда) објекта IC 4794 износи 13,1 а фотографска магнитуда 14,1. IC 4794 је још познат и под ознакама ESO 141-13, PGC 62605.